# Daniel Oss
Daniel Oss (ur. 13 stycznia 1987 w Trydencie) – włoski kolarz torowy i szosowy, zawodnik profesjonalnej grupy TotalEnergies.

## Najważniejsze zwycięstwa i sukcesy

### kolarstwo torowe
2004
- 1. miejsce w mistrzostwach Włoch juniorów (wyścig ind. na dochodzenie)

2006
- 1. miejsce w mistrzostwach Włoch juniorów (wyścig druż. na dochodzenie)

2009
- 1. miejsce w mistrzostwach Włoch juniorów (wyścig druż. na dochodzenie)

### kolarstwo szosowe
2010
- 1. miejsce w Giro del Veneto
- 5. miejsce w Gandawa-Wevelgem

2011
- 3. miejsce w Giro della Provincia di Reggio Calabria
- 1. miejsce na 6. etapie USA Pro Cycling Challenge

2012
- 9. miejsce w Mediolan-San Remo

2013
- 3. miejsce w E3 Harelbeke

2014
- 1. miejsce w mistrzostwach świata (jazda druż. na czas)

2015
- 1. miejsce w mistrzostwach świata (jazda druż. na czas)

2016
- 2. miejsce w mistrzostwach świata (jazda druż. na czas)

2017
- 2. miejsce w mistrzostwach świata (jazda druż. na czas)
- 1. miejsce w klasyfikacji górskiej Tour of Guangxi